# Gevheri
Gevheri war ein türkischer Dichter und Volkssänger (Aşık) des 17. und 18. Jahrhunderts. Er erfreute sich gemeinsam mit Aşık Ömer großer Beliebtheit. Seine Popularität erstreckte sich sowohl auf das einfache Volk als auch auf die gebildete Klasse.
Das Geburtsdatum Gevheris ist unbekannt. Es wird angenommen, dass er am Ende der ersten Hälfte des 17. Jahrhunderts geboren wurde. Möglicherweise stammte er von der Krim oder aus Istanbul. Gevheri (osmanisch گوهری /Gevherî) ist sein von ihm angenommener Dichtername, den er, wie bei einem Aşık üblich, häufig in den letzten Strophen seiner Gedichte nennt (osmanisch تخلص /tahallüs, die Annahme eines mahlas genannten Pseudonyms).
Dieser Nom de plume (wörtlich: Schreibfeder-Name) Gevherî ist wie oft bei orientalischen Dichtern mehrdeutig. Gevher kann unter anderem Diamant oder allgemein Juwel sowie Substanz (in einem philosophischen Sinn) heißen. Das Pseudonym Gevherî (Gevher-i) bedeutete dann beispielsweise „der Juwelengleiche“ oder „der Substanzhafte“ oder beides. Sein eigentlicher Name ist strittig. Aus verschiedenen Gedichten Gevheris ergeben sich Mustafa, Ali oder Mehmed als mögliche Namen des Dichters.
Gevheri erhielt eine gute Schulbildung. Er arbeitete als Schreiber des Kalligraphen Mehmed Bahri Pascha und lebte eine Weile in Damaskus und Bagdad. Den größten Teil seines Lebens verbrachte er in Istanbul, hielt sich aber auch in der Grenzregion Rumeliens auf.
Gevheri schrieb sowohl volkstümliche als auch klassische Gedichte. Hauptthemen sind die Liebe und insbesondere Klagen über Untreue, Nebenbuhler und Trennung. In seinen häufig in der Form von Koşma (Silbenmaß 6+5 oder 4+4+3) und Türkü verfassten volkstümlichen Gedichten finden sich manieristisch eingeflochtene sprachliche Wendungen im Stil der klassischen Dichtung. Einige seiner Gedichte werden immer noch als Lieder vorgetragen und finden sich häufig in türkischen Anthologien.
Gevheri starb vermutlich nach dem Jahr 1737.